# Alexandr Kuprin
Acest articol este despre scriitorul Alexandr Kuprin. Pentru pictorul cu același nume, vedeți Alexandr V. Kuprin.
Alexandr Ivanovici Kuprin (Александр Иванович Куприн) (n. 7 septembrie 1870, regiunea Penza - d. 25 august 1938, Leningrad) a fost un scriitor, pilot, explorator și aventurier rus, ale cărui romane cel mai bine cunoscute sunt Moloh (1896), Olesia (1898), Duelul (1905), Tânărul căpitan Rîbnikov (1906), Smarald (1907), și Brățara cu granate (1911). Vladimir Nabokov l-a numit pe Kuprin Rudyard Kipling al Rusiei pentru poveștile lui despre cautătorii patetici de aventură.
Fiul unei prințese tătare, el a încercat mai multe meserii, lucrând ca ofițer, actor de circ, cântăreț de strană, doctor, vânător, pescar și multe altele. Primele nuvele, dintre care unele despre cai și alte animale, clocotesc de dragostea de viața în toate formele ei de manifestare. Popularitatea lui a crescut rapid după ce Lev Tolstoi l-a proclamat pe Kuprin ca pe un adevărat succesor al lui Cehov. Povestea de spionaj Tânărul căpitan Rîbnikov (1906) a fost considerată punctul culminant al artei sale. După aceea, el a arătat din ce în ce mai puțin interes pentru literatură, petrecându-și timpul în cârciumi și bordeluri. Romanul despre viața prostituatelor, Iama (Groapa) (1915), a fost criticată pentru naturalismul ei excesiv.
După Revoluția rusă, Kuprin a emigrat în Franța, dar s-a reîntors în țară, la Moscova, pe 31 mai 1937. Repatrierea i-a asigurat editarea romanelor și nuvelelor sale în Uniunea Sovietică.
Kuprin a fost înmormântat alături alți mari înaintași scriitori în cimitirul Volkovo din Leningrad.

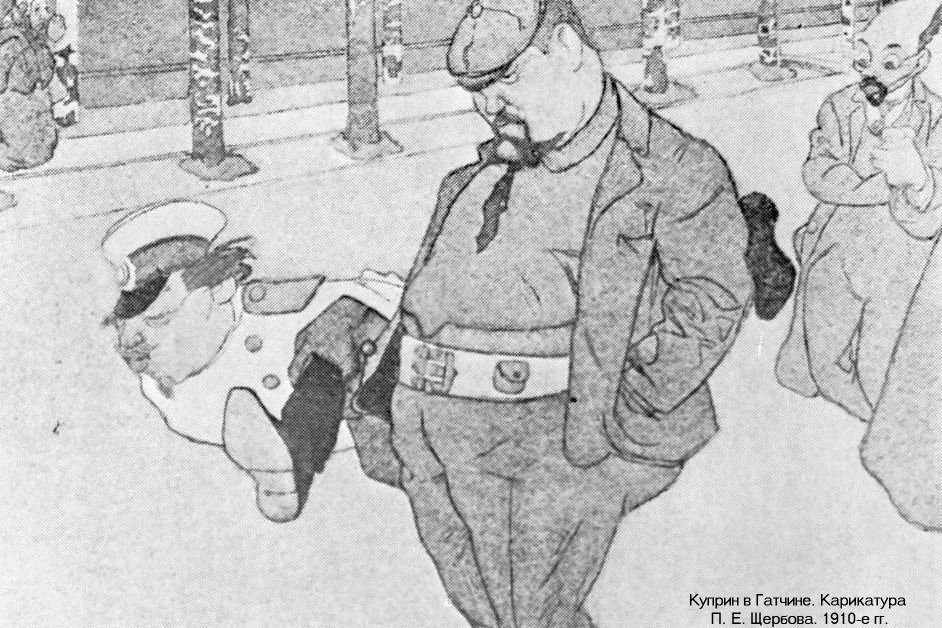
Kuprin în oraşul Gatcina (caricatură din anii 1910)

## Scrieri
- 1897: Tipuri kievene (Киевские типы)
- 1896: Moloh (Молох)
- 1898: Olesia (Олеся)
- 1905: Dueluri (Поединок)
- 1928 - 1932: Iunkerii (Юнкера)
- 1907: Deirul (Бред)
- 1907: Gambrinus (Гамбринус)
- 1910: Brățara din granate (Гранатовый браслет)
- 1912: Fulgerul Negru (Чёрная молния)
- 1913: Blestemul (Анафема)
- 1915: Groapa (Яма).

## Traduceri
- Soarele lichid (Жидкое солнце, 1913), traducere de Viorica Huber. CPSF #224-225 / 1964
- Vrăjitoarea, 1969, BPT 520, Editura pentru Literatură
- Vrăjitoarea și alte nuvele, 2006, Editura Leda